# Torreja orzechowa
Torreja orzechowa, czwórczak orzechowy (Torreya nucifera (L.) Siebold & Zucc.) – gatunek drzew z rodziny cisowatych pochodzący z Japonii. Rośnie na wyspach Honsiu, Sikoku i Kiusiu. Na wyspie Honsiu występuje do wysokości 1 000 m, na Sikoku - 1 400 m, a na Kiusiu - na wysokości do 1800 m n.p.m. Rośnie w dolnym piętrze lasów górskich wraz z takimi gatunkami, jak cis japoński (Taxus cuspidata), głowocis japoński (Cephalotaxus drupacea). Wymaga klimatu wilgotnego i wilgotnej gleby. Znosi zacienienie, nie lubi stanowisk silnie nasłonecznionych. Został sprowadzony do Anglii w 1764, lecz uprawa nie została zwieńczona sukcesem. Ponowną, udaną próbę sprowadzenia gatunku do Europy zrealizował niemiecki biolog Siebold w 1840. Obecnie rośnie w ogrodach botanicznych zachodniej, środkowej i południowej Europy. Przemarza w czasie surowych zim i dlatego może być uprawiany tylko w ciepłych i osłoniętych miejscach.

## Morfologia
PokrójW ojczyźnie osiąga 10–25 m wysokości, w Europie 8–15 m. Ma czerwonobrązową, łatwo złuszczającą się korę. Korona jest rozłożysta.
LiścieZimozielone igły mają 17–35 mm długości i 2–3 mm szerokości. Są ciemnozielone, błyszczące od góry, a od spodu mają dwa brązowe paski. Są nieco wygięte, z ostro zakończonym wierzchołkiem i ułożone na pędzie w dwóch rzędach.
KwiatyRoślina dwupienna. Kwiaty męskie pojawiają się od spodu gałązek i mają 7-13 mm długości. Kwiaty żeńskie osadzone są parami na krótkiej szypułce.
NasionaOkryte są mięsistą osnówką. Są podłużne, elipsoidalne, długości 2–3,5 cm, zielonkawe z czarnobrązowym odcieniem.
Gatunki podobneAmeryka Północna jest ojczyzną blisko spokrewnionego gatunku Torreya californica, który ma drewno mniej odporne i dłuższe igły (4–7 cm).

## Zastosowanie
Nieżywiczne drewno ma żółtą twardziel i jest bardzo odporne na gnicie. Wykorzystuje się je w przemyśle stoczniowym i w budownictwie. Oleiste owoce torrei są jadalne i wykorzystuje się je do produkcji oleju roślinnego.

## Uprawa
Nasiona wysiewa się w jesieni lub wiosną po stratyfikacji. Okazy rozmnażane wegetatywnie maja pokrój krzewiasty. 